# Municipio de Ape
El municipio de Apes (en Letón: Apes novads) es uno de los ciento diez municipios de Letonia. Se encuentra localizado en el suroeste de dicho país báltico. Fue creado durante el año 2009 después de una reorganización territorial. La ciudad capital es la ciudad de Ape.

## Ciudades y zonas rurales
- Ape (ciudad con zona rural)
- Gaujienas pagsts (zona rural)
- Trapenes pagsts (zona rural)
- Virešu pagsts (zona rural)

## Población y territorio
Su población es de 4.379 personas (2009). La superficie de este municipio abarca una extensión de territorio de unos 545,1 kilómetros cuadrados. La densidad poblacional es de 8,03 habitantes por cada kilómetro cuadrado.